# Islândia nos Jogos Olímpicos de Verão de 1988
A Islândia participou dos Jogos Olímpicos de Verão de 1988 em Seul, na Coreia do Sul. Não conquistou nenhuma medalha, nem de ouro, nem de prata, nem de bronze. Foi a décima terceira participação do país em Jogos Olímpicos de Verão.